# Un soupçon légitime
Un soupçon légitime est une nouvelle de Stefan Zweig, écrite entre 1935 et 1940 et publiée de façon posthume en 1987. Sous son titre original War er es, la nouvelle paraît d'abord dans l'anthologie intitulée Praterfrühling.

## Résumé
L'action se situe dans les environs de Bath, en Angleterre. Un couple allemand, installé dans un coin reculé et profitant du calme, est toutefois ravi d'avoir de nouveaux voisins. Ce sont les Limpley, un jeune couple. John, le mari, est un géant plein de bonhomie et d'enthousiasme débordant, si bien que les Allemands finissent par ne plus avoir la moindre tranquillité. John ne sait en effet rien faire sans s'y consacrer entièrement, jusqu'à en être dérangeant.
Aussi, la narratrice a une idée pour détourner la ferveur de John : leur offrir un chien. C'est effectivement une nouvelle passion pour John ; rien n'est trop beau ni trop coûteux pour Ponto le chien. Prévenant à l'excès, cédant au moindre des caprices de l'animal, John finit par faire de son chien un tyran, toujours plus exigeant envers son maître. Il n'y a plus de place que pour lui, il se conduit sans vergogne, pousse chaque jour son maître à plus d'avilissement au point qu'il ne peut même plus discuter avec ses voisins sans provoquer la colère du chien.
Un jour cependant, la passion de son maître disparaît aussi subitement qu'étrangement. Lui qui passait chaque soir un long moment à le couvrir de caresses après être rentré du travail et sans même prendre la peine d'ôter son pardessus, le regarde maintenant à peine et file directement dans la chambre pour aller voir sa femme tombée enceinte. Des mois durant, Ponto cherche à comprendre, tente d'exister de nouveau en boitant, en refusant de se nourrir, en disparaissant même. Mais rien n'y fait et le jour de la naissance de l'enfant tellement attendu, on le jette même dehors pour des questions d'hygiène.
C'en est trop pour le chien tyran qui, méprisé et humilié se rue sur le nouveau-né à la première occasion. Heureusement, l'enfant est sauf et John décide de se séparer de Ponto car, après l'avoir tant vénéré, il n'éprouve à présent plus qu'aversion pour cette bête qui s'en est prise à ce petit être devenu le nouvel objet de toutes ses attentions.
Bien qu'éloigné du domicile de son ancien maître, Ponto vient rôder dans la propriété sans que les Limpley n'en sachent rien. Par la suite, un drame (dont il n'est rien dit ici pour préserver l'intérêt du lecteur) surviendra et, sans qu'ils puissent le prouver, les voisins tiendront pour acquis que le chien n'y était pas étranger.

## Analyse
Même si le style de l'auteur se reconnait aisément, cette nouvelle est surprenante à bien des égards. En premier lieu, elle est restée inédite en français jusqu'en 2009 et même jusqu'en 1987 dans sa langue originale. Probablement écrite entre 1935 et 1940 alors que Stefan Zweig s'était exilé à Londres puis à Bath pour fuir le régime nazi, elle détonne du reste de l'œuvre de l'écrivain par bien des aspects. En effet, on ne retrouve pas le caractère grave et parfois délétère de nombreux autres écrits, même s'il décline, avec un grand talent, une fois de plus l'un de ses thèmes de prédilection : la monomanie. C'est aussi la seule fois où le personnage principal est un chien à qui l'auteur prête beaucoup de sentiments humains. Le caractère particulièrement jovial et bonhomme de Limpley imprègnent le texte d'une gaieté peu commune à l'auteur.
On aurait presque envie de classer ce texte dans la catégorie des nouvelles policières. Signalons enfin, que la magie de Zweig opère dans ce texte comme dans les autres : à peine a-t-on lu la première page qu'on brûle de tourner la suivante pour connaître la suite.